# Monique Sullivan
Monique Sullivan (Calgary, 21 de fevereiro de 1989) é uma ciclista canadense. Sullivan competiu nos Jogos Pan-Americanos de 2015.